# Kieron Dyer
Kieron Courtney Dyer (født 29. december 1978 i Ipswich, England) er en tidligere engelsk fodboldspiller.

## Landshold
Dyer har i en årrække været inde omkring Englands fodboldlandshold, som han (pr. september 2008) har repræsenteret 33 gange. Han fik sin debut 4. september 1999 i en kamp mod Luxembourg, og var efterfølgende med ved både VM i 2002 og EM i 2004.